# Carmen Miller

Carmen Miller: Orchidee, 2007, Holz/Acryl

Carmen Beatrice Miller (* im 20. Jahrhundert) ist eine deutsche Künstlerin und Kunsterzieherin, die insbesondere durch ihre Acrylbilder sowie Holz- und Keramikobjekte bekannt ist. Zu ihren weiteren Betätigungsfeldern gehören u. a. Design, Fotografie, Comic und Siebdruck. Carmen Miller entstammt einer alten Münchner Familie, zu der auch ihr Großonkel Walter Klingenbeck gehört.

## Leben
Schon als Kind künstlerisch begabt, studierte Miller nach dem Abitur Kunst und Kunstgeschichte an der Akademie der Bildenden Künste München. Zu Studienzeiten arbeitete sie in einer Münchener Glasmalerei, in der Druckvorstufe sowie als Werkstattassistentin für Siebdruck und Hochdruck an der Münchener Kunstakademie.
1997 präsentierte Miller erstmals Zeichnungen einer breiteren Öffentlichkeit. Ihre vorwiegend abstrakten Bilder und Siebdrucke, oft in thematischen Serien, stehen meist unter dem Aspekt der malerischen Raumwahrnehmung. Ihre Objekte beinhalten auch kunsthandwerkliche Momente.
Carmen Miller lebt und arbeitet in München.

## Ausstellungen (Auswahl)

Ausstellungsansicht 2016

- 2018 31th International Cloisonne Jewelry Contest, The Ueno Royal Museum, Tokyo[1]
- 2017 Giasinga G'wusel – Ausstellung zum Comicfestival München, KEKKO Kreativraum München (Katalog)[2]
- 2017 30th International Cloisonne Jewelry Contest, The Ueno Royal Museum, Tokyo[1]
- 2016 29th International Cloisonne Jewelry Contest, The Ueno Royal Museum, Tokyo[1]
- 2015 Wir2 Comics – Ausstellung zum Comicfestival München, KEKKO Kreativraum München (Katalog)[3]
- 2015 28th International Cloisonne Jewelry Contest, The Ueno Royal Museum, Tokyo[1]
- 2014 Urlaub mit Asterix: Fotoausstellung, Kekko-Kreativraum – München[4]
- 2014 27th International Cloisonne Jewelry Contest, The Ueno Royal Museum, Tokyo[1]
- 2013 Recycling und Upcycling im Kunsthandwerk – Handwerksmuseum Deggendorf (Katalog)[5]
- 2013 26th International Cloisonne Jewelry Contest, Auszeichnung: „Award for Encouragement“, The Ueno Royal Museum, Tokyo[1]
- 2012 19. Aichacher Kunstpreis – Ausstellung[6]
- 2012 25th International Cloisonne Jewelry Contest, The Ueno Royal Museum, Tokyo[1]
- 2011 Dem Gehirn auf der Spur / Denken – Erinnern – Vergessen, Wilhelm-Fabry-Museum, Hilden (Katalog)[7]
- 2011 Menschenbilder – Festung Rosenberg, Kronach (Katalog)
- 2011 4. Truderinger Kunst-Tage im Kulturzentrum, München[8]
- 2011 24th International Cloisonne Jewelry Contest, The Ueno Royal Museum, Tokyo[1]
- 2010 Mixed Media – Keramik plus, Keramikmuseum Westerwald[9] (Katalog)
- 2010 FFF – Oktoberfest, Mohr-Villa, München (Katalog)[10]
- 2010 Ex-tempore Piran 2010, Obalne Galerije Piran, Slowenien[11]
- 2010 ZEITGEISTerfahrer, Kulturverein Oberhaching[12]
- 2010 23rd International Cloisonne Jewelry Contest, The Ueno Royal Museum, Tokyo (Katalog)[1]
- 2010 “at the moment” – Keramikmuseum Westerwald[13]
- 2009 Graphik der Gegenwart – Galerie Fuchstal, bei Landsberg/Lech[14]
- 2009 6. Internationale Keramikbiennale der Stadt Kapfenberg, Österreich[15] (Katalog)
- 2009 Die Krawatte – Kreismuseum Zons[16]
- 2008 KULTURSTRICK – Handwerksmuseum, Deggendorf[17] (Katalog)
- 2008 Gutes Amerika – Böses Amerika, Galerie Noah, Augsburg[18] (Katalog)
- 2006 Artiges, Kunstverein Ottobrunn
- 2005 Brot – Form & Symbol, Brotmuseum Ulm (Katalog)
- 2004 American Idol, Jahresausstellung der Akademie der Bildenden Künste München
- 2003 Übergang – Egonstraße 20 in Freiburg (Katalog)
- 2002 Lange Nacht der Bücher, Münchner Stadtbibliothek im Gasteig[19]
- 2001 Hermann Götz Gedächtnis Ausstellung – Kunstverein Marktoberdorf
- 2000 A.L.U. – Galerie Solstandet bei Ystad (Schweden)
- Reflection Shelter Heaven – Haus der Kunst, München
- 1999 Wiener Café Stefanie – AkademieGalerie München (Katalog)

## Einzelausstellungen (Auswahl)
- 2019 Oids Giasing – Zur Eröffnung des Pöllat Pavillons[20]
- 2014 Ton & Glas, Kekko-Kreativraum – München[21]
- 2014 München-Giesing-Tokyo: Bilder & Objekte, Kekko-Kreativraum –  München[22]
- 2014 Süße Träume, Kekko-Kreativraum – München[23]
- 2010 Carmen Miller in Bild und Ton, Haus der Bayrischen Landwirtschaft, Herrsching am Ammersee[24]
- 2009 Grafik und Grafisches – Galerie Fuchstal, Asch[14]
- 2007 Flora’s Quest – Kunstverein Ottobrunn

## Preise und Stipendien
- 2013: „Award for Encouragement“, 26th International Cloisonne Jewelry Contest, The Ueno Royal Museum, Tokyo
- 2010: ZEITGEISTerfahrer, 2. Preis Kunstpreis der Münchner Bank
- 2009: Förderpreis der Galerie Fuchstal, Landsberg/Lech
- 1999: Projektstipendium der Erwin-und-Gisela-von-Steiner-Stiftung, München

## Einzelbelege
1. 1 2 3 4 5 6 7 8 9  ueno-mori.org.
2. ↑  2017.comicfestival-muenchen.de (Memento des Originals vom 4. Mai 2018 im Internet Archive)  Info: Der Archivlink wurde automatisch eingesetzt und noch nicht geprüft. Bitte prüfe Original- und Archivlink gemäß Anleitung und entferne dann diesen Hinweis.
3. ↑  2015.comicfestival-muenchen.de (Memento des Originals vom 4. Mai 2018 im Internet Archive)  Info: Der Archivlink wurde automatisch eingesetzt und noch nicht geprüft. Bitte prüfe Original- und Archivlink gemäß Anleitung und entferne dann diesen Hinweis.
4. ↑  München Online (Memento vom 4. März 2016 im Internet Archive)
5. ↑  museen-deggendorf.de: „recycling und upcycling im Kunsthandwerk“ (Memento vom 4. Dezember 2013 im Webarchiv archive.today)
6. ↑  kunstverein-aichach.de
7. ↑  wilhelm-fabry-museum.de: Denken – Erinnern – Vergessen (Memento vom 12. Februar 2013 im Webarchiv archive.today)
8. ↑  buergerzentrum-trudering.de: Truderinger Kunsttage 2011 (Memento vom 8. März 2011 im Internet Archive)
9. ↑  keramikmuseum.de: Mixed Media – Keramik plus (Memento vom 15. Oktober 2010 im Internet Archive)
10. ↑  mohr-villa.de
11. ↑  obalne-galerije.si (Memento des Originals vom 31. Oktober 2010 im Internet Archive)  Info: Der Archivlink wurde automatisch eingesetzt und noch nicht geprüft. Bitte prüfe Original- und Archivlink gemäß Anleitung und entferne dann diesen Hinweis.
12. ↑  kulturverein-oberhaching.de: ZEITGEISTerfahrer (Memento vom 28. April 2010 im Internet Archive)
13. ↑  keramikmuseum.de: Ausstellungsplan 2012 (Memento vom 23. Juni 2012 im Internet Archive)
14. 1 2  galerie-fuchstal.de: Graphik der Gegenwart (Memento vom 29. Oktober 2010 im Internet Archive)
15. ↑  keramik-biennale-kapfenberg.at: "at the moment" 9.10.-29.11.09 (Memento vom 17. September 2009 im Internet Archive)
16. ↑  Der Kulturstrick – Zeitgenössische Krawatten treffen Vatermörder. In: rhein-kreis-neuss.de. Ehemals im Original (nicht mehr online verfügbar); abgerufen am 14. Juli 2023. (Seite nicht mehr abrufbar. Suche in Webarchiven)
17. ↑  handwerksmuseum-deggendorf.de
18. ↑  kulturkurier.de: Galerie Noah (Memento vom 16. Juli 2012 im Webarchiv archive.today)
19. ↑  muenchner.de (Memento des Originals vom 12. Oktober 2006 im Internet Archive)  Info: Der Archivlink wurde automatisch eingesetzt und noch nicht geprüft. Bitte prüfe Original- und Archivlink gemäß Anleitung und entferne dann diesen Hinweis.
20. ↑  stadtteilladen-giesing.de (Memento des Originals vom 27. Oktober 2020 im Internet Archive)  Info: Der Archivlink wurde automatisch eingesetzt und noch nicht geprüft. Bitte prüfe Original- und Archivlink gemäß Anleitung und entferne dann diesen Hinweis.
21. ↑  muenchen-online.de: Carmen Miller & Markus Gruber – Ton & Glas (Memento vom 4. März 2016 im Internet Archive)
22. ↑  prinz.de
23. ↑  abendzeitung-muenchen.de
24. ↑  hdbl-herrsching.de: Galerie im Haus der bayerischen Landwirtschaft (Memento vom 29. August 2007 im Internet Archive)

| Personendaten    | Personendaten                        |
| ---------------- | ------------------------------------ |
| NAME             | Miller, Carmen                       |
| ALTERNATIVNAMEN  | Miller, Carmen Beatrice              |
| KURZBESCHREIBUNG | deutsche Künstlerin des Cutting Edge |
| GEBURTSDATUM     | 20. Jahrhundert                      |